# Phyllanthus buxoides
Phyllanthus buxoides är en emblikaväxtart som beskrevs av André Guillaumin. Phyllanthus buxoides ingår i släktet Phyllanthus och familjen emblikaväxter. Inga underarter finns listade i Catalogue of Life.